# Беркович, Пётр Иванович
Пётр Иванович Беркович (? — не ранее 1793) — российский врач, доктор медицины.

## Биография
В 1765—1768 годах учился в медицинской школе при Московском госпитале, по окончании которой поступил в звании подлекаря в Сумский гусарский полк. В 1771 году, сразу после сдачи лекарского экзамена, Беркович был зачислен полковым лекарем в Брянский пехотный полк, в составе которого участвовал в боях с турками и крымскими татарами и в котором служил до 1775 года, когда был уволен по болезни.
С 1777 года служил лекарем при Московском воспитательном доме, с 1781 года — штаб-лекарь. На этой службе бывший полковой лекарь увлёкся акушерством, написал на эту тему немало сочинений и, в конце концов, 18 июля 1793 года получил от медицинской коллегии степень доктора медицины.